# Relaciones Indonesia-Perú
Las relaciones entre Indonesia y Perú hacen referencia a las relaciones internacionales entre la República de Indonesia y la República del Perú. Ambas naciones se consideran atractivos mercados emergentes con muchos potenciales, por lo cual buscan estrechar sus relaciones comerciales. Actualmente, Indonesia mantiene una embajada en la ciudad de Lima. Asu vez, el Perú presenta una embajada en la ciudad de Yakarta. Ambos países son miembros de organizaciones multilaterales tales como el Foro de Cooperación Económica Asia-Pacífico (APEC), la Organización Mundial del Comercio (OMC), el Movimiento de Países No Alineados (MPNA) y el Foro de Cooperación del Este Asiático-Latinoamérica (FEALAC).

## Historia
Las relaciones diplomáticas entra la República de Indonesia y la República del Perú se establecieron oficialmente el 12 de agosto de 1975. En aquellos años, la misión diplomática de Indonesia se ocupaba de sus relaciones con el Perú a través de su embajada de Indonesia en Brasilia, Brasil. El 1 de noviembre de 1992, el gobierno peruano abrió su embajada en la ciudad de Yakarta. El 20 de febrero de 2002, luego de observar la inefectividad del status quo y la necesidad de estrechar la cooperación con el Perú, el gobierno de Indonesio abrió su embajada en la ciudad de Lima.

## Comercio e inversión
Desde la entrada de la compañía peruana de gaseosas Big Cola al mercado indonesia, lo que resultó en general una experiencia positiva, más y más inversores peruanos buscan invertir y obtener buenos resultados en Indonesia. De acuerdo a la data de la Agencia de Estadísticas Centrales de Indonesia (BPS), el comercio entre Perú e Indonesio llegó a 213.37 millones de US$ en 2011. Por ahora, la balanza comercial favorece notablemente a Indonesia, que exporta principalmente caucho, productos de manufactura maderera, calzado deportivo, papel, ropa, piezas de motocicleta, aluminio, vidrio, cerámica, plástico y electrónicos al Perú. Por el otro lado, Indonesia importa principalmente harina de pescado, alimentos para animales, medicamentos, uvas, trigo y fertilizantes desde Perú. En octubre del 2013, Indonesia y Perú firmaron un memorándum de entendimiento (MoU) en relación con la cooperación agrícola.
En mayo de 2024 se anunció el inicio de la primera ronda de negociaciones para un acuerdo comercial en Lima.

## Misiones diplomáticas

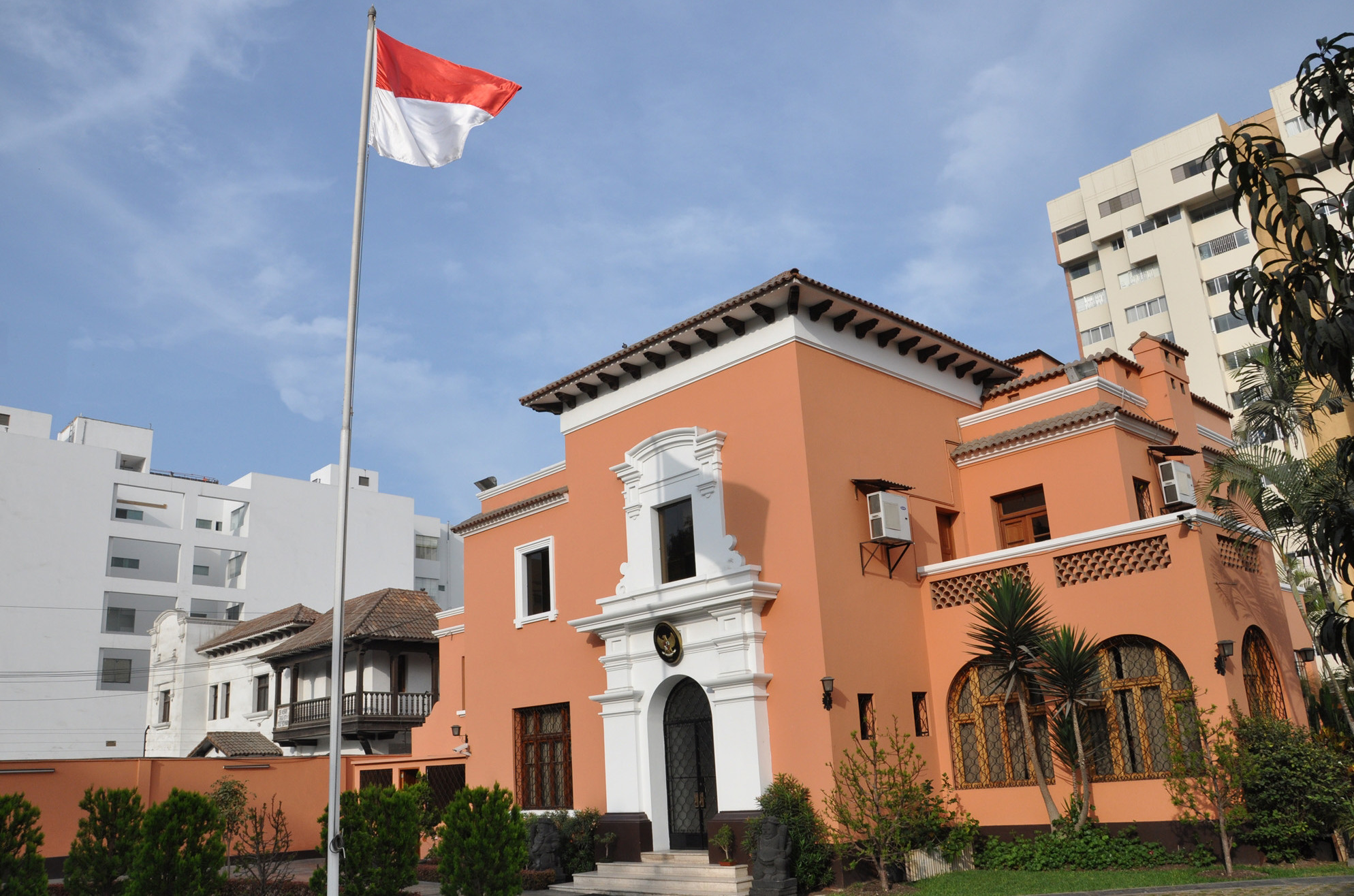
Embajada de Indonesia en Lima

- Indonesia tiene una embajada en Lima.
- Perú tiene una embajada en Yakarta.